# Forsthaus Breitelege

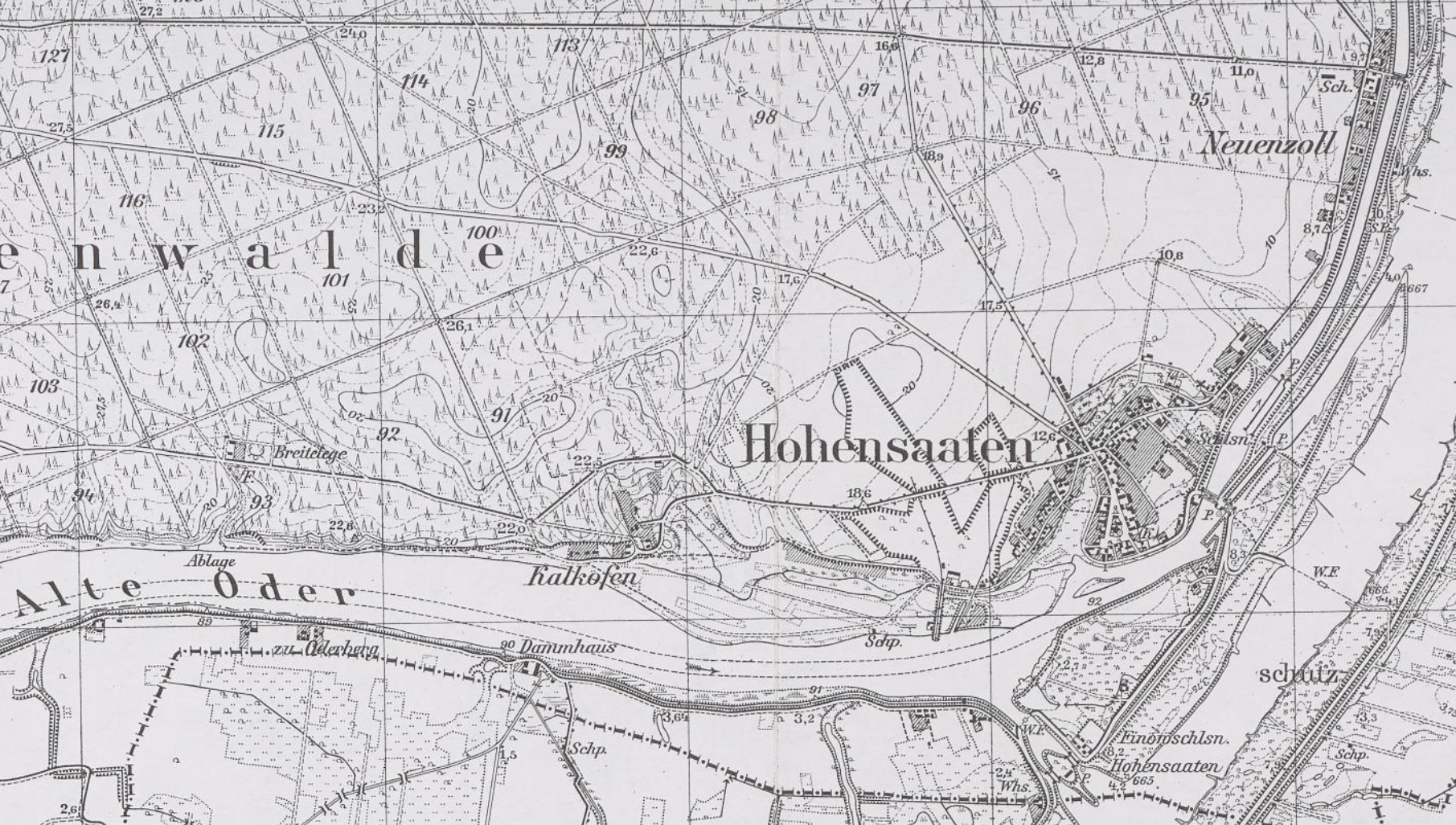
Wohnplätze Forsthaus Breitelege und Kalkofen, Ortsteil Hohensaaten, Stadt Bad Freienwalde (Oder), Messtischblatt 3150 Oderberg, um 1910/20

Forsthaus Breitelege war ein Forsthaus und Wohnplatz im Ortsteil Hohensaaten der Stadt Bad Freienwalde (Oder) im Landkreis Märkisch-Oderland (Brandenburg). Der Wohnplatz wurde um/nach 1900 aufgebaut und nach 1977 abgerissen. Verwirrenderweise trug der Wohnplatz Saaten-Neuendorf bis 1907 ebenfalls den Namen Forsthaus Breitelege, bevor der Name auf den hier behandelten Wohnplatz übertragen wurde.

## Lage
Der Wohnplatz lag ca. 2,8 km westlich von Hohensaaten und ca. 2,4 km südöstlich vom ursprünglichen Forsthaus Breitelege. Etwa 3,8 km westsüdwestlich liegt der Innenstadtbereich von Oderberg. Der Wohnplatz lag auf etwa 21 m ü. NHN und war damals völlig von Wald umgeben. Die Lokalität ist heute völlig bewachsen.

## Geschichte
1849 wurde in der Flur Breitelege nördlich von Oderberg und östlich von Oderberg-Neuendorf ein Forsthaus errichtet, das entsprechend dem Flurnamen am 18. April 1850 offiziell Försterei Breitelege benannt wurde. Diese Försterei bzw. das Forsthaus wurde 1907/08 in Forsthaus Saaten-Neuendorf umbenannt. Für die frühere Geschichte der Flur Breitelege und dieses ursprünglichen Forsthauses Breitelege siehe
1874 und 1881 bildeten das (ursprüngliche) Forsthaus Breitelege der Lieper Forst und drei im Schutzbezirk Breitelege gelegene Bahnwärterhäuser einen separaten Gutsbezirk namens Forsthaus Breitelege. Auch das Areal des späteren, hier behandelten Wohnplatzes Breitelege war in diesem Gutsbezirk enthalten, der zum Amtsbezirk 12 Neuendorf des Kreises Angermünde gehörte. Zum Amtsvorsteher des Amtsbezirks Neuendorf wurde Oberamtmann Christian Friedrich Wilhelm Julius Karbe (1830–1879) vom Schulamt Neuendorf bestimmt. Stellvertreter war der Oderberger Bürgermeister Friedrich Brenger. Der Gutsbezirk Breitelege muss nur wenige Jahre später mit dem Gutsbezirk Forst Liepe vereinigt worden sein.
1900 wurden die Schutzbezirke Breitefenn, Maienpfuhl und Breitelege mit insgesamt 3219,2574 ha vom Gutsbezirk Forst Liepe (der gleichzeitig in Gutsbezirk Königliche Forst Chorin umbenannt wurde) abgetrennt und zu einem selbständigen Gutsbezirk Königliche Forst Freienwalde zusammengefasst. 1900 wurde nun im südlichen und östlichen Teil des Schutzbezirkes Breitelege eine zweite Försterei eingerichtet bzw. ein Schutzbezirk abgetrennt. Der Förster dieses neuen Schutzbezirkes wohnte anfangs noch im Wohnplatz Kalkofen der Gemeinde Hohensaaten. Bald darauf wurde 1,4 km westlich des Wohnplatzes Kalkofen mit dem Bau eines neuen Forsthauses begonnen. Das ursprüngliche Forsthaus wurde nun Forsthaus Breitelege I genannt, das neu erbaute Forsthaus mit seinem Schutzbezirk Breitelege II. 1907/08 wurden Schutzbezirk und Forsthaus Breitelege I in Schutzbezirk Saaten-Neuendorf bzw.  Forsthaus Saaten-Neuendorf umbenannt. Entsprechend wurde das neue Forsthaus Breitelege II mit seinem Schutzbezirk in Forsthaus Breitelege und Schutzbezirk Breitelege (jeweils ohne Zusatz) umbenannt. Der Name Forsthaus Breitelege wanderte nun sozusagen rund 2,4 km nach Südosten. 1907 wurden die beiden Schutzbezirke auch amtlich gegeneinander abgegrenzt. Dem Schutzbezirk Breitelege wurden die Jagen 91 bis 104, 107 bis 118, 122, 123, 132, 133, 143 und 144 zugewiesen. Die einzelnen Jagen sind in der Topographischen Karte 1:25.000 Nr. 3150 Oderberg zu sehen.
Der Wohnplatz Breitelege gehörte zur Zeit seiner Etablierung (um/nach 1900) zum Gutsbezirk Königlicher Forst Freienwalde. Zum 1. Juli 1900 wurde Friedrich Wegener als erster Förster im neuen Schutzbezirk eingestellt; er war damit wohl auch erster Bewohner des neuen Forsthauses. 1925 wohnten sieben Personen im Forsthaus.
Mit der Auflösung des Gutsbezirks Königliche Forst Freienwalde 1929 kam das Forsthaus Breitelege zur Gemeinde Hohensaaten. 1931 war das Forsthaus Breitelege (wie auch Saaten-Neuendorf) ein Wohnplatz von Hohensaaten. 1950 wird Forsthaus Breitelege nicht mehr unter den Wohnplätzen von Hohensaaten aufgeführt.
In der Hierarchie der Forstverwaltung der Provinz Brandenburg gehörte das Forsthaus Breitelege zur Oberförsterei Freienwalde im Forstinspektionsbezirk Potsdam-Eberswalde. 1934 wurde die Oberförsterei Freienwalde in Forstamt Freienwalde umbenannt. Die Bezeichnung Forstamt Freienwalde wurde auch nach dem Zweiten Weltkrieg zunächst weitergeführt. 1977 war die Revierförsterei Breitelege dem Staatlichen Forstwirtschaftsbetrieb Eberswalde unterstellt.

## Liste der Förster
- ab 1. Juli 1900 bis 31. Dezember 1904 Förster Friedrich Wegener (* 21. Januar 1861 in Liepe)[10][11] Diensteintritt: 1. Juli 1900[12] vorher Forstaufseher in der Oberförsterei Kummersdorf, wurde mit Amtsantritt zum Förster ernannt[10] wurde zum 1. Januar 1905 in die Försterei Breitelege I (= Saaten-Neuendorf) versetzt[11]
- 1. Januar 1905 bis 30. September 1911 Förster August Horst (* 1. August 1864/8. Januar 1864 in Senftenhütte; † 18. Oktober 1913), Diensteintritt: 1. Januar 1905[12] wurde in die Försterei Holbeck (Oberförsterei Woltersdorf) versetzt[13]
- 1. Oktober 1911 bis 31. Oktober 1916 Förster Hugo Greiner (* 19. September 1870 in Forsthaus Augustenwalde), wurde in die Försterei Breitefenn (Oberförsterei Chorin) versetzt[14] er war vorher in der Försterei Bötzow (Oberförsterei Falkenhagen)[15] zuletzt Revierförster im Forstamt Freienwalde
- bis 30. Juni 1919 Förster Otto Kayser (* 19. Juni 1872 in Eberswalde), wurde in die Försterei Bornemannspfuhl (Oberförsterei Eberswalde) versetzt[16]
- ab 1. Juli 1919 bis ? Förster Ernst Gabriel (* 15. Oktober 1877 in Groß Thierbach, Krs. Preußisch Holland), er war vorher in der Försterei Felgentreu (Oberförsterei Zinna)[17]